# Staðarfjall (berg i Island, Norðurland eystra)
Staðarfjall är ett berg i republiken Island. Det ligger i regionen Norðurland eystra, 270 km nordost om huvudstaden Reykjavík. Toppen på Staðarfjall är 419 meter över havet.
Trakten runt Staðarfjall är nära nog obefolkad, med mindre än två invånare per kvadratkilometer. Närmaste större samhälle är Laugar, omkring 17 kilometer sydost om Staðarfjall. Omgivningarna runt Staðarfjall är i huvudsak ett öppet busklandskap.